# Julian Wruck
Julian Wruck (né le 6 juillet 1991 à Brisbane) est un athlète australien, spécialiste du lancer du disque. 

## Biographie
Il remporte la médaille de bronze du lancer du disque (1,750 kg) lors des championnats du monde juniors 2010, à Moncton, au Canada, avec la marque de 61,09 m. Il participe cette même année aux Jeux du Commonwealth, sa première compétition internationale majeure senior. Il franchit le cap des qualifications et se classe huitième de la finale avec un lancer à 56,59 m.
Étudiant à l'Université de Californie à Los Angeles (UCLA), il remporte les championnats NCAA 2011, et établit lors de cette saison un nouveau record national junior en 61,81 m. En décembre 2011, à Geelong , il établit la deuxième meilleure performance australienne de tous les temps avec 65,74 m. Sélectionné pour les Jeux olympiques de 2012, il quitte la compétition dès les qualifications (60,08 m). 
En avril 2013, à Sydney, il établit la meilleure performance mondiale de l'année avec 66,32 m. Le 
1er juin, il porte son record personnel à 68,16 m à Claremont en Californie.

### Palmarès
| Date | Compétition                   | Lieu    | Résultat | Marque  |
| ---- | ----------------------------- | ------- | -------- | ------- |
| 2010 | Championnats du monde juniors | Moncton | 3e       | 61,09 m |
| 2013 | Championnats du monde         | Moscou  | 11e      | 62,40 m |
| 2015 | Championnats du monde         | Pékin   | 12e      | 60,01 m |

### Records
| Épreuve          | Performance | Lieu      | Date          |
| ---------------- | ----------- | --------- | ------------- |
| Lancer du disque | 68,16 m     | Claremont | 1er juin 2013 |